# Pánhellén Szocialista Mozgalom
A Pánhellén Szocialista Mozgalom (görögül: Πανελλήνιο Σοσιαλιστικό Κίνημα; latinos átírással: Pánellínio Szoszjalisztikó Kínima) ismertebb nevén PASOK (ΠΑΣΟΚ, Pászok) egy görögországi baloldali, szociáldemokrata párt, amely 1977 és 2012 között Görögország egyik legfőbb politikai pártja volt, összesen 22 évet volt megszakításokkal kormánypárt.

## Története
A pártot 1974-ben alapította a szociáldemokrata, baloldali nacionalista szellemiségű Andréasz Papandréu az 1967-1974 között levő görög katonai diktatúra után. Az 1981-es görögországi parlamenti választásokon szerzett először kormánytöbbséget a Görög Parlamentben. Görögország politikáját évtizedekre meghatározó jobboldali Új Demokrácia mellett a másik meghatározó tömegpárt volt. A párt támogatóinak legnagyobb részét a görög gazdasági válság rossz kezelése miatt vesztette el. A párt volt kormányon Az első görög mentőcsomaggal kapcsolatos tárgyalásokon Jórgosz Papandréu miniszterelnök tárgyalt.
A párt a 2009-es görögországi parlamenti választásokon még 43,2%-ot ért el, ám a 2015. januári választásokon már csak 6,3%-ot értek el, ami miatt a párt elvesztette vezető szerepét. A pártban lezajló eseményekről nevezték a Paszokifikáció fogalmat, ami az európai bal-közép pártok hanyatlását jelenti.

## Választási eredmények

### Görög Parlament
| Év               | Szavazatok | %     | Mandátumok | Státusz     | Miniszterelnök-jelölt |
| ---------------- | ---------- | ----- | ---------- | ----------- | --------------------- |
| 1974             | 666,413    | 13.58 | 12 / 300   | Ellenzék    | Andréasz Papandréu    |
| 1977             | 1,300,025  | 25.34 | 93 / 300   | Ellenzék    | Andréasz Papandréu    |
| 1981             | 2,726,309  | 48.07 | 172 / 300  | Kormánypárt | Andréasz Papandréu    |
| 1985             | 2,916,735  | 45.82 | 161 / 300  | Kormánypárt | Andréasz Papandréu    |
| 1989. június     | 2,551,518  | 39.13 | 125 / 300  | Ellenzék    | Andréasz Papandréu    |
| 1989. november   | 2,724,334  | 40.68 | 128 / 300  | Ellenzék    | Andréasz Papandréu    |
| 1990             | 2,543,042  | 38.61 | 123 / 300  | Ellenzék    | Andréasz Papandréu    |
| 1993             | 3,235,017  | 46.88 | 170 / 300  | Kormánypárt | Andréasz Papandréu    |
| 1996             | 2,814,779  | 41.49 | 162 / 300  | Kormánypárt | Kosztász Szimitisz    |
| 2000             | 3,007,596  | 43.79 | 158 / 300  | Kormánypárt | Kosztász Szimitisz    |
| 2004             | 3,003,988  | 40.55 | 117 / 300  | Ellenzék    | Jórgosz Papandréu     |
| 2007             | 2,727,279  | 38.10 | 102 / 300  | Ellenzék    | Jórgosz Papandréu     |
| 2009             | 3,012,373  | 43.92 | 160 / 300  | Kormánypárt | Jórgosz Papandréu     |
| 2012. május      | 833,452    | 13.18 | 41 / 300   | Ellenzék    | Evángelosz Venízelosz |
| 2012. június     | 756,024    | 12.28 | 33 / 300   | Kormánypárt | Evángelosz Venízelosz |
| 2015. január     | 289,469    | 4.68  | 13 / 300   | Ellenzék    | Fofi Jenimatá         |
| 2015. szeptember | 341,390    | 6.28  | 17 / 300   | Ellenzék    | Fofi Jenimatá         |
| 2019             | 457,519    | 8.1   | 19 / 300   | Ellenzék    | Fofi Jenimatá         |

## Fordítás
- Ez a szócikk részben vagy egészben  a   PASOK című angol Wikipédia-szócikk ezen változatának fordításán alapul.  Az eredeti cikk szerkesztőit annak laptörténete sorolja fel. Ez a jelzés csupán a megfogalmazás eredetét és a szerzői jogokat jelzi, nem szolgál a cikkben szereplő információk forrásmegjelöléseként.